# Idrissa Keita
Idrissa Keita (nacido el 10 de abril de 1977 en Abiyán, Costa de Marfil) es un ex-futbolista marfileño nacionalizado español. Jugaba de centrocampista y su primer club fue el Mimosas de su país. Actualmente reside en España.

## Carrera
Comenzó su carrera en su país en el año 1996 jugando para el Mimosas. Jugó para el club hasta 1997. En ese año se fue a España para jugar en el Levante UD. Jugó ahí hasta 1998. En 1999 se pasó al Real Oviedo, club en el cual jugó hasta 2001. En ese año se fue a Portugal para transformarse en el nuevo refuerzo del Santa Clara, club en el que jugó hasta 2002. En 2003 regresó a España para formar parte del plantel del Algeciras CF. Estuvo en ese club hasta 2005. En ese año se trasladó al Mérida UD, en donde estuvo jugando hasta 2006. En ese año se marchó al Racing de Ferrol, jugando allí hasta 2008. En ese año se fue al Club Marino de Luanco, club en el cual se retiró en 2009.

## Nacionalidad
Además de ser marfileño, posee también la nacionalidad española.

## Selección nacional
Ha sido internacional con la selección absoluta de Costa de Marfil y la Sub-20.

## Clubes
| Club             | País            | Año       |
| ---------------- | --------------- | --------- |
| Mimosas          | Costa de Marfil | 1996-1997 |
| Levante UD       | España          | 1997-1998 |
| Real Oviedo      | España          | 1999-2001 |
| CD Santa Clara   | Portugal        | 2001-2002 |
| Algeciras CF     | España          | 2003-2005 |
| Mérida UD        | España          | 2005-2006 |
| Racing de Ferrol | España          | 2006-2008 |
| Marino de Luanco | España          | 2008-2009 |